# Большая коалиция
Большая коалиция — в государствах и странах парламентской многопартийной системы правления название коалиционного правительства, сформированного двумя крупными или крупнейшими политическими партиями государства или страны.
Чаще всего «Большая коалиция»,  в государствах и странах, образуются в чрезвычайных ситуациях (война или экономический кризис) для консолидации политических сил, а также в случаях, когда ни одна из крупных политических сил не может сформировать правительство в одиночку либо при поддержке малых партий.

## Примеры
Примерами большой коалиции могут служить правительства:
- ХДС/ХСС и СДПГ в Германии в 1966—1969, 2005—2009, 2013 — 2017, а также с 2018 года, когда ни одна из партий вместе со своими традиционными союзниками не могла сформировать правительства;
- в Австрии между Австрийской народной партией и Социал-демократической партией Австрии в 1945—1966, 1987—2000 и с 2006 года (для предотвращения попадания радикалов в правительство);
- коалиция либералов и консерваторов в Великобритании в 1916—1922 в период Первой мировой войны и последующего кризиса;
- также существующее с 1959 года в Швейцарии распределение мест в Федеральном совете между представителями основных политических партий.